# Perlthal

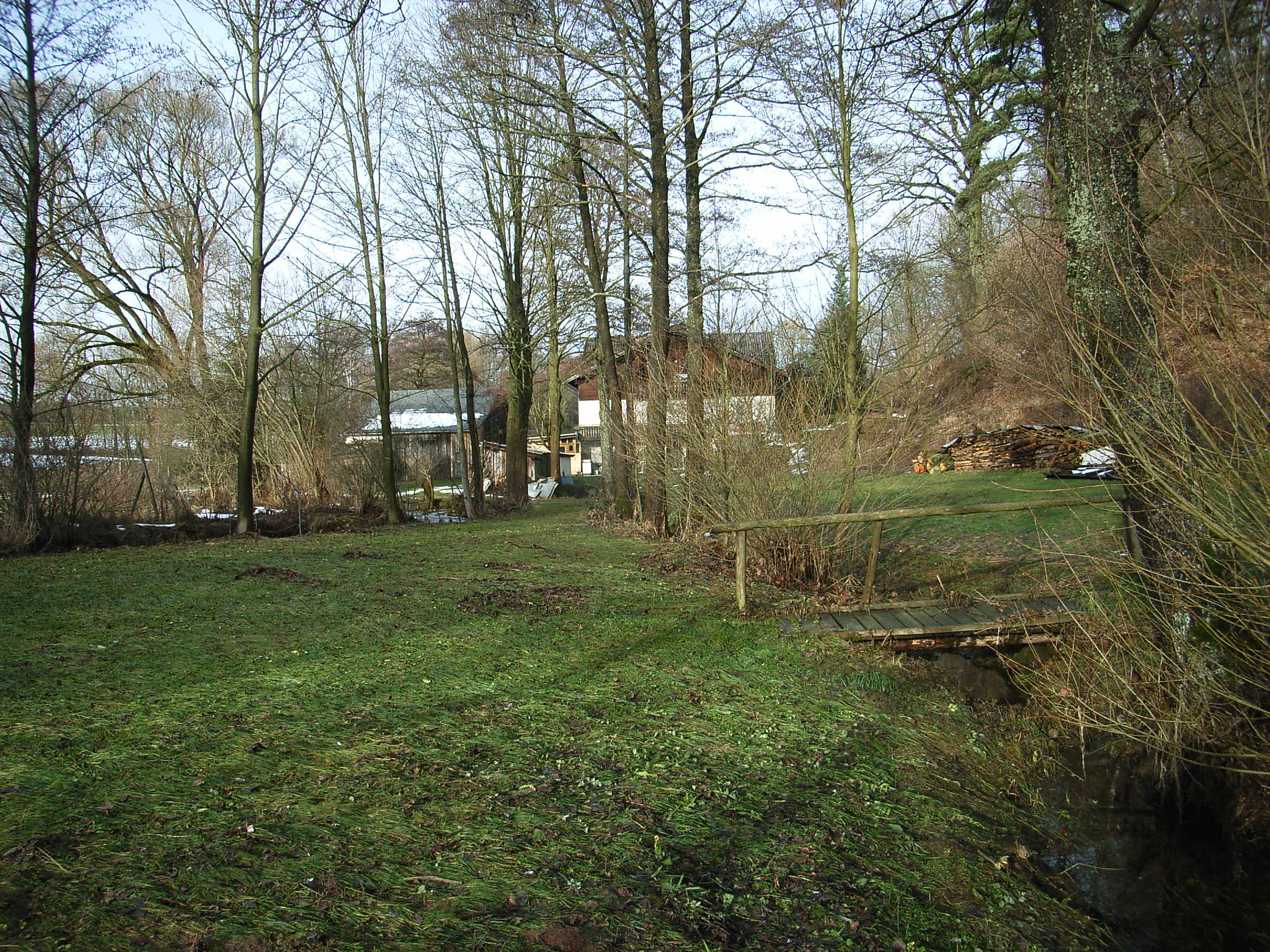
Perlthal (2012)

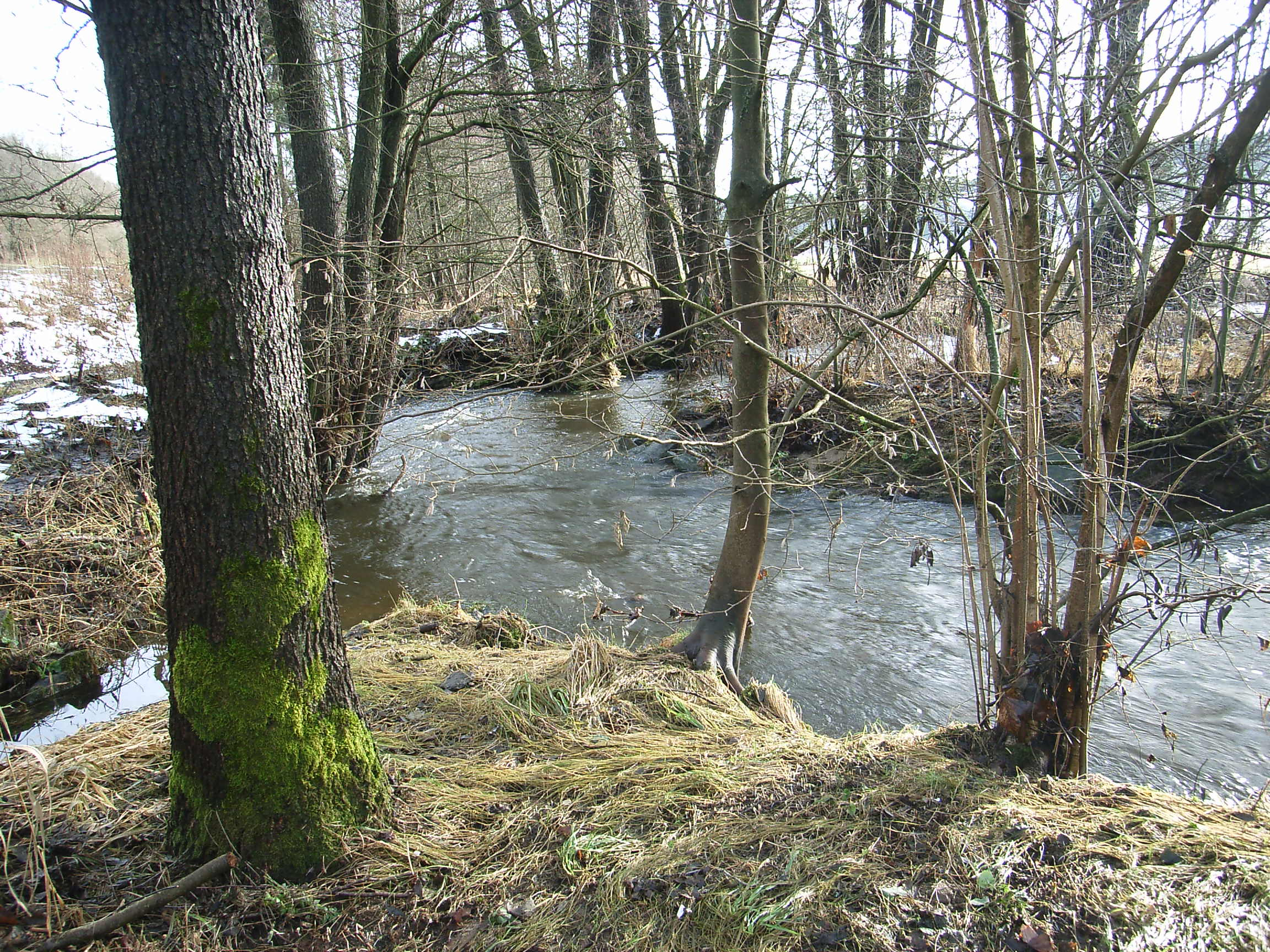
Hüttenbach bei Perlthal

Perlthal ist ein amtlich benannter Gemeindeteil von Tiefenbach im Oberpfälzer Landkreis Cham in Bayern.

## Geographische Lage
Die zwei Gebäude der Einöde Perlthal liegen im Tal des Hüttenbaches ca. 1 km südlich von Schönau. Perthal ist, von Stadlern aus gezählt, die 10. und letzte Mühle im Hüttenbachtal (darüber: Stadlermühle, Tabakmühle, Cäcilienmühle (Ruine), Sägmühle, Andreasthal, Löwenthal, Hüttensäge, Hammerthal, Schönau).

## Geschichte
Der Name Perlthal wird auf zwei verschiedene Arten gedeutet: Erstens wird der Hüttenbach auch Perlbach genannt, weil in ihm die Flussperlmuschel vorkommt und im 18. Jahrhundert dort Perlen geerntet wurden. Auf diese Deutung weist auch der Straßenname Perlbachstraße für die Straße, die Schönau mit Perlthal verbindet hin. Die zweite Deutung besagt, dass die Namen Hüttenbach und Hüttensäge darauf hinweisen, dass im 17. Jahrhundert hier mehrere Glashütten standen, die Glasperlen für Rosenkränze, sogenannte Paternosterperlen oder auch Paterln herstellten und bis nach Amerika lieferten. Bei dieser Deutung wird der Name Perlthal von diesen Glasperlen abgeleitet.
Zum Stichtag 23. März 1913 (Osterfest) wurde Perlthal als Teil der Pfarrei Weiding mit einem Haus und 7 Einwohnern aufgeführt.
Am 31. Dezember 1990 wurde Perlthal noch mit 4 Einwohnern erwähnt.

## Kultur und Sehenswürdigkeiten
In Perlthal ist der ehemalige Mühlentriebwerkskanal noch zu erkennen. Durch das Hüttenbachtal führt ein Wanderweg an Perthal vorbei den Hüttenbach entlang, auf dem man die Mündung des Hüttenbachs in die Bayerische Schwarzach sowie mehrere Biberdämme sehen kann.